# 利波瓦鄉 (巴克烏縣)
46°43′N 27°14′E / 46.717°N 27.233°E
利波瓦鄉（羅馬尼亞語：Comuna Lipova, Bacău），是羅馬尼亞的鄉份，位於該國東北部，由巴克烏縣負責管轄。它處於布加勒斯特以北270公里，每年平均降雨量943毫米，海拔高度254米，2007年人口為2936人。